# Aremark
Aremark is een gemeente in de Noorse provincie Østfold. De gemeente telde 1398 inwoners in januari 2017.

## Plaatsen in de gemeente
- Fosby

Aremark · Fredrikstad · Halden · Hvaler · Indre Østfold · Marker · Moss · Råde · Rakkestad · Sarpsborg · Skiptvet · Våler

Voormalige gemeentes: Askim · Eidsberg · Hobøl · Rømskog · Rygge · Spydeberg · Trøgstad